# رالف موجسکی
رالف موجسکی (لهستانی: Ralph Modjeski؛ ‏ ۲۷ ژانویهٔ ۱۸۶۱ – ۲۶ ژوئن ۱۹۴۰) مهندس عمران، و مهندس اهل ایالات متحده آمریکا بود.
وی همچنین برندهٔ جوایزی همچون مدال فرانکلین شده‌است.